# 2004년 오키나와 국제대학 미군 헬리콥터 추락 사고
오키나와 국제대학 미군 헬리콥터 추락 사고(일본어: 沖国大米軍ヘリ墜落事件)는 2004년 8월 13일, 주일 미군 제3해병원정군의 헬리콥터가 오키나와 국제대학에 추락하는 사고로 당시 부상자는 3명이며, 해당 헬기에 승무하고 있는 승무원만 4명이 탑승하였던 것으로 보인다.

## 사건 개요
2004년 8월 13일 오후 2시 15분 무렵, 주일 미군 후텐마 기지 소속의 대형 수송 헬리콥터 CH-53 수송기가 훈련하던 중 균형의 중심을 잃고 오키나와 국제대학 1호관 북측에 접촉한 뒤 추락하여 화염에 휩싸였다. 추락 당시 탑승하고 있었던 승무원 3명이 부상하였고, 1호관 안에 머물러 있던 교직원 20여 명은 재빨리 대피시켰지만, 기타 민간인들의 부상자가 속출되지 않는 것으로 나와 있다. 이번 추락 사고의 여파에 따른 해당 대학교의 전화, 인터넷 회선 등이 일제히 마비되는 등 피해가 속출되기도 하며 심지어는 조경 처리된 나무까지도 불에 타버린 것으로 드러나고 있다.

## 오키나와 미군 기지 반환 문제
이번 추락 사고 여파에 따라 후텐마 기지의 이설 문제가 사회적 이슈로 떠오르고 있다. 그러나 140만여 오키나와인들의 자존심을 미국과 일본의 등쌀에 졌던 사건으로 알려져 오게 되면서, 대체 시설의 건립 주장론이 강력히 제기되어 있는 것으로 알려져 온 것으로 보인다. 그래서 일본과 미국의 합의에 따른 오키나와섬 내에 주둔하게 되어 있는 문제의 미군 기지를 대상으로 타 지역의 이설론이 지속되자는 의견을 제시하고 있지만 실은 그림의 떡같이 지지부진하고 있는 모습을 가지고 있는 것으로 전하고 있다.

## 같이 보기
- 주일 미군
- 오키나와 국제대학(일본어판)
- 미일 지위협정(일본어판)
- 일본에서 일어난 미국 군용기 사고 목록(일본어판)
  - 마치다 미군기 추락 사고(일본어판)
  - 하치오지시 F80 전투기 추락 사고(일본어판)
  - 히노정 B26 폭격기 추락 사고(일본어판)
  - 야마토 미군기 추락 사고(일본어판)
  - 요코하마 미군기 추락 사고(일본어판)
  - 미야모리 소학교 미군기 추락 사고(일본어판)
  - 1988년 사다미사키반도 미군 헬기 추락 사고(일본어판)